# Індійці у Великій Британії
Термін британські індійці (англ. British Indian) вживають на позначення громадян Великої Британії, родові корені яких лежать в Індії. Цей термін охоплює людей, що народилися у Великій Британії і мають індійське походження, та людей, що народилися в Індії, а потім мігрували до Великої Британії. Сьогодні індійці становлять близько 1.4 мільйона людей у Великій Британії (не враховуючи людей змішаного походження), що робить їх найбільшою етнічною меншиною в країні. Вони складають найбільшу підгрупу британських азіатів, і є однією з найбільших громад у індійській діаспорі. Індійська діаспора у Великій Британії займає п'яте місце за чисельністю після індійської громади в Непалі, США, Малайзії та М'янми.

## Розселення
| Регіон                  | Населення регіону | Індійське населення | Відсоток від загального населення | Значні громади |
| ----------------------- | ----------------- | ------------------- | --------------------------------- | --- |
| Великий Лондон          | 7,753,600         | 480,000             | 6,20 %                            | Герроу — 15.9 % індійців Брент — 14.2 % Ілінг — 12.9 % Гаунслоу — 12.8 % Редбридж — 10.7 % Ньюем — 9.7 % Гіллінгдон — 9.0 % Барнет — 8.4 % |
| Західний Мідленд        | 5,431,100         | 199,300             | 3,70 %                            | Вулверхемптон — 10.5 % індійців Сандвелл — 8.2 % Ковентрі — 7.7 % Бірмінгем — 5.8 % Уолсолл — 5.3 %                                        |
| Південно-Східна Англія  | 8,435,700         | 178,900             | 2,10 %                            | Слау — 11.2 % індійців |
| Східний Мідленд         | 4,451,200         | 143,200             | 3,20 %                            | Лестер — 18.7 % індійців Одбі та Вігстон — 10.7 % Блебі — 5.7 % Чарнвуд — 5.1 % Ноттінгем — 4.5 % Дербі — 3.5 % Нортгемптон — 3.5 %        |
| Східна Англія           | 5,766,600         | 115,600             | 2,00 %                            | Бедфорд — 4.7 % Кембридж — 4.7 % індійців Лутон — 4.3 %                                                                                    |
| Північно-Західна Англія | 6,897,900         | 109,700             | 1,60 %                            | Блекберн — 9.2 % індійців Престон — 6.8 % Болтон — 5.6 % Манчестер — 3.4 % Траффорд — 2.1 %                                                |
| Йоркшир і Гамбер        | 5,258,100         | 96,900              | 1,80 %                            | Кіркліс — 4.2 % Бредфорд — 3.1 % індійців Лідс — 2.6 % Шеффілд — 2.3 %                                                                     |
| Південно-Західна Англія | 5,231,200         | 63,700              | 1,20 %                            | Бристоль — 2.4 % індійців Глостер — 2.3 % Суіндон — 2.0 %                                                                                  |
| Північно-Східна Англія  | 2,584,300         | 26,700              | 1,00 %                            | Ньюкасл-апон-Тайн — 2.8 % індійців |
| Шотландія               | 5,094,800         | 17,000              | 0,30 %                            | Глазго — 2.4 % індійців |
| Уельс                   | 2,903,085         | 8200                | 0,30 %                            | Кардіфф — 1.3 % індійців |
| Північна Ірландія       | 1,685,267         | 1600                | 0,10 %                            | |

## Релігія
| Релігія      | Відсотків індійського населення в Англії та Уельсі |
| ------------ | -------------------------------------------------- |
| Індуїзм      | 45.00 %                                            |
| Сикхізм      | 29.06 %                                            |
| Іслам        | 12.70 %                                            |
| Християнство | 4.89 %                                             |
| не вказали   | 4.63 %                                             |
| Інші релігії | 1.75 %                                             |
| Агностицизм  | 1.73 %                                             |
| Буддизм      | 0.18 %                                             |
| Юдаїзм       | 0.06 %                                             |
| Усього       | 100 %                                              |